# Golden Globe 2005
La 62ª edizione della cerimonia di premiazione di Golden Globe si è tenuta il 16 gennaio 2005 al Beverly Hilton Hotel di Beverly Hills, California.
Kathryn Eastwood, figlia di Clint Eastwood, è stata la Golden Globe Ambassador dell'edizione.

## Premi per il cinema
Vengono di seguito indicati in grassetto i vincitori. Ove ricorrente e disponibile, viene indicato il titolo in lingua italiana e quello in lingua originale tra parentesi.

### Miglior film drammatico
- The Aviator (The Aviator), regia di Martin Scorsese
- Closer (Closer), regia di Mike Nichols
- Neverland - Un sogno per la vita (Finding Neverland), regia di Marc Forster
- Hotel Rwanda (Hotel Rwanda), regia di Terry George
- Million Dollar Baby (Million Dollar Baby), regia di Clint Eastwood

### Miglior film commedia o musicale
- Sideways - In viaggio con Jack (Sideways), regia di Alexander Payne
- Se mi lasci ti cancello (Eternal Sunshine of the Spotless Mind), regia di Michel Gondry
- Ray (Ray), regia di Taylor Hackford
- Gli Incredibili - Una "normale" famiglia di supereroi (The Incredibles), regia di Brad Bird
- Il fantasma dell'opera (The Phantom of the Opera), regia di Joel Schumacher

### Miglior regista
- Clint Eastwood - Million Dollar Baby (Million Dollar Baby)
- Marc Forster - Neverland - Un sogno per la vita (Finding Neverland)
- Mike Nichols - Closer (Closer)
- Alexander Payne - Sideways - In viaggio con Jack (Sideways)
- Martin Scorsese - The Aviator (The Aviator)

### Miglior attore in un film drammatico
- Leonardo DiCaprio - The Aviator (The Aviator)
- Javier Bardem - Mare dentro (Mar adentro)
- Don Cheadle - Hotel Rwanda (Hotel Rwanda)
- Johnny Depp - Neverland - Un sogno per la vita (Finding Neverland)
- Liam Neeson - Kinsey (Kinsey)

### Migliore attrice in un film drammatico
- Hilary Swank - Million Dollar Baby (Million Dollar Baby)
- Scarlett Johansson - Una canzone per Bobby Long (A Love Song for Bobby Long)
- Nicole Kidman - Birth - Io sono Sean (Birth)
- Imelda Staunton - Il segreto di Vera Drake (Vera Drake)
- Uma Thurman - Kill Bill: Volume 2 (Kill Bill Vol. 2)

### Miglior attore in un film commedia o musicale
- Jamie Foxx - Ray (Ray)
- Jim Carrey - Se mi lasci ti cancello (Eternal Sunshine of the Spotless Mind)
- Paul Giamatti - Sideways - In viaggio con Jack (Sideways)
- Kevin Kline - De-Lovely (De-Lovely)
- Kevin Spacey - Beyond the Sea (Beyond the Sea)

### Migliore attrice in un film commedia o musicale
- Annette Bening - Being Julia - La diva Julia (Being Julia)
- Ashley Judd - De-Lovely (De-Lovely)
- Emmy Rossum - Il fantasma dell'opera (The Phantom of the Opera)
- Kate Winslet - Se mi lasci ti cancello (Eternal Sunshine of the Spotless Mind)
- Renée Zellweger - Che pasticcio, Bridget Jones! (Bridget Jones: The Edge of Reason)

### Miglior attore non protagonista
- Clive Owen - Closer (Closer)
- David Carradine - Kill Bill: Volume 2 (Kill Bill Vol. 2)
- Thomas Haden Church - Sideways - In viaggio con Jack (Sideways)
- Jamie Foxx - Collateral (Collateral)
- Morgan Freeman - Million Dollar Baby (Million Dollar Baby)

### Migliore attrice non protagonista
- Natalie Portman - Closer (Closer)
- Cate Blanchett - The Aviator (The Aviator)
- Laura Linney - Kinsey (Kinsey)
- Virginia Madsen - Sideways - In viaggio con Jack (Sideways)
- Meryl Streep - The Manchurian Candidate (The Manchurian Candidate)

### Migliore sceneggiatura
- Alexander Payne e Jim Taylor - Sideways - In viaggio con Jack (Sideways)
- Patrick Marber - Closer (Closer)
- Charlie Kaufman - Se mi lasci ti cancello (Eternal Sunshine of the Spotless Mind)
- David Magee - Neverland - Un sogno per la vita (Finding Neverland)
- John Logan - The Aviator (The Aviator)

### Migliore colonna sonora originale
- Howard Shore - The Aviator (The Aviator )
- Clint Eastwood - Million Dollar Baby (Million Dollar Baby )
- Jan A. P. Kaczmarek - Neverland - Un sogno per la vita (Finding Neverland)
- Rolfe Kent - Sideways - In viaggio con Jack (Sideways)
- Hans Zimmer - Spanglish (Spanglish)

### Migliore canzone originale
- Old Habits Die Hard, musica e testo di Mick Jagger e David A. Stewart -  Alfie (Alfie)
- Accidentally in Love, musica e testo dei Counting Crows - Shrek 2 (Shrek 2)
- Believe, musica e testo di Glen Ballard e Alan Silvestri - Polar Express (The Polar Express)
- Learn to Be Lonely, musica di Andrew Lloyd Webber e testo di Charles Hart - Il fantasma dell'opera (The Phantom of the Opera)
- Million Voices, musica di Jerry 'Wonder' Duplessis, Andrea Guerra e Wyclef Jean e testo di Wyclef Jean - Hotel Rwanda (Hotel Rwanda)

### Miglior film straniero
- Mare dentro  (Mar adentro), regia di Alejandro Amenábar (Spagna)
- Les choristes - I ragazzi del coro (Les choristes), regia di Christophe Barratier (Francia)
- I diari della motocicletta  (Diarios de motocicleta), regia di Walter Salles (Argentina)
- La foresta dei pugnali volanti  (Shi mian mai fu), regia di Zhang Yimou (Cina)
- Una lunga domenica di passioni  (Un long dimanche de fiançailles), regia di Jean-Pierre Jeunet (Francia)

## Premi per la televisione
Vengono di seguito indicati in grassetto i vincitori. Ove ricorrente e disponibile, viene indicato il titolo in lingua italiana e quello in lingua originale tra parentesi.

### Miglior serie drammatica
- Nip/Tuck (Nip/Tuck)
- Deadwood (Deadwood)
- Lost (Lost)
- I Soprano (The Sopranos)
- 24 (24)

### Miglior serie commedia o musicale
- Desperate Housewives - I segreti di Wisteria Lane (Desperate Housewives)
- Arrested Development (Arrested Development)
- Entourage (Entourage)
- Sex and the City (Sex and the City)
- Will & Grace (Will & Grace)

### Miglior mini-serie o film per la televisione
- Tu chiamami Peter (The Life and Death Of Peter Sellers), regia di Stephen Hopkins
- American Family - Journey Of Dreams (American Family — Journey Of Dreams), regia di Gregory Nava
- Angeli d'acciaio (Iron Jawed Angels), regia di Katja von Garnier
- Il leone d'inverno (The Lion In Winter), regia di Andrei Konchalovsky
- Medici per la vita (Something the Lord Made), regia di Joseph Sargent

### Miglior attore in una serie drammatica
- Ian McShane - Deadwood (Deadwood)
- Michael Chiklis - The Shield (The Shield)
- Denis Leary - Rescue Me (Rescue Me)
- Julian McMahon - Nip/Tuck (Nip/Tuck)
- James Spader - Boston Legal (Boston Legal)

### Miglior attore in una serie commedia o musicale
- Jason Bateman - Arrested Development - Ti presento i miei (Arrested Development)
- Zach Braff - Scrubs - Medici ai primi ferri (Scrubs)
- Larry David - Curb Your Enthusiasm (Curb Your Enthusiasm)
- Matt LeBlanc - Joey (Joey)
- Tony Shalhoub - Monk (Monk)
- Charlie Sheen - Due uomini e mezzo (Two and a Half Men)

### Miglior attore in una mini-serie o film per la televisione
- Geoffrey Rush - Tu chiamami Peter (The Life and Death Of Peter Sellers)
- Mos Def - Medici per la vita (Something the Lord Made)
- Jamie Foxx - Redemption - La pace del guerriero (Redemption)
- William H. Macy - The Wool Cap - Berretto di lana (The Wool Cap)
- Patrick Stewart - The Lion in Winter - Nel regno del crimine (The Lion In Winter)

### Migliore attrice in una serie drammatica
- Mariska Hargitay - Law & Order: Unità Speciale (Law & Order: Special Victims Unit)
- Edie Falco - I Soprano (The Sopranos)
- Jennifer Garner - Alias (Alias)
- Christine Lahti - Jack & Bobby (Jack & Bobby)
- Joely Richardson - Nip/Tuck (Nip/Tuck)

### Migliore attrice in una serie commedia o musicale
- Teri Hatcher, Desperate Housewives - I segreti di Wisteria Lane (Desperate Housewives)
- Marcia Cross, Desperate Housewives - I segreti di Wisteria Lane (Desperate Housewives)
- Felicity Huffman, Desperate Housewives - I segreti di Wisteria Lane (Desperate Housewives)
- Debra Messing, Will & Grace (Will & Grace)
- Sarah Jessica Parker, Sex and the City (Sex and the City)

### Migliore attrice in una mini-serie o film per la televisione
- Glenn Close, The Lion in Winter - Nel regno del crimine
- Blythe Danner, Back When We Were Grownups (Back When We Were Grownups)
- Julianna Margulies, The Grid (The Grid)
- Miranda Richardson, The Lost Prince (The Lost Prince)
- Hilary Swank, Angeli d'acciaio (Iron Jawed Angels)

### Miglior attore non protagonista in una serie
- William Shatner, Boston Legal (Boston Legal)
- Sean P. Hayes, Will & Grace (Will & Grace)
- Michael Imperioli - I Soprano (The Sopranos)
- Jeremy Piven - Entourage (Entourage)
- Oliver Platt - Huff (Huff)

### Migliore attrice non protagonista in una serie
- Anjelica Huston, Angeli d'acciaio (Iron Jawed Angels)
- Drea de Matteo - I Soprano (The Sopranos)
- Nicollette Sheridan, Desperate Housewives - I segreti di Wisteria Lane (Desperate Housewives)
- Charlize Theron - Tu chiamami Peter (The Life and Death Of Peter Sellers)
- Emily Watson - Tu chiamami Peter (The Life and Death Of Peter Sellers)

## Premi onorari
- Golden Globe alla carriera: Robin Williams